# Victoria Farnesio (duquesa de Urbino)
Victoria Farnesio, princesa de Parma (en italiano: Vittoria Farnese, Principessa di Parma), también conocida por su nombre de casada Victoria Farnesio della Rovere (Valentano, 10 de agosto de 1519-Pésaro, 13 de diciembre de 1602), fue una noble italiana, miembro de la Casa de Farnesio, y por matrimonio duquesa de Urbino de 1548 a 1574.

## Biografía

### Familia y primeros años
Nacida el 10 de agosto de 1519 en el castillo de la familia en Valentano, Toscana (actualmente provincia de Viterbo), Victoria fue la hija primogénita de Pedro Luis Farnesio, duque de Castro, Parma y Piacenza, y de Girolama Orsini. Sus abuelos paternos eran el cardenal Alejandro Farnesio (quien en 1534 se convertiría en el Papa Paulo III) y su amante, Silvia Ruffini; sus abuelos maternos eran el Condottiero Ludovico Orsini, conde de Pitigliano, y Giulia Conti. Victoria creció en el castillo de Gradoli y fue criada mayormente por su madre; casi nunca veía a su padre, que se encontraba en campañas militares. Recibió una educación buena en su casa.

### Proyectos matrimoniales
Victoria fue considerada para varios proyectos matrimoniales, manejados por su abuelo paterno, el Papa Paulo III, y su hermano, el cardenal Alejandro Farnesio. El intento de casarla con un miembro de la casa real francesa, la Casa de Valois, no resultó; además, las negociaciones para un matrimonio con Cosme I de Médici, duque de Florencia, Fabrizio Colonna di Paliano y Manuel Filiberto de Saboya, príncipe de Piamonte, nunca se materializaron. En 1539, después de la muerte de la emperatriz Isabel de Portugal, Victoria fue propuesta por su familia como esposa para el emperador Carlos V, quien rechazó la oferta.
Victoria tenía aproximadamente 30 años (una edad bastante mayor para una noble soltera en aquella época) cuando su familia pudo finalmente arreglar un matrimonio para ella. En febrero de 1547, Guidobaldo II della Rovere, duque de Urbino, enviudó. En la dote de su esposa, Giulia da Varano, estaba incluido el ducado de Spoleto, pero no lograron tener un hijo varón, por ello el duque comenzó los preparativos para volver a casarse. Las negociaciones para el compromiso de Victoria y Guidobaldo II fueron realizadas por los cardenales Alejandro Farnesio y Hércules Gonzaga. El representante de Guidobaldo II en Roma describió a Victoria como una mujer modesta, piadosa y gentil. La familia de la novia le concedió una dote de 60.000 ducados así como joyas, oro y elementos de plata valuados en 20.000 ducados. El matrimonio por poderes se llevó a cabo en Roma el 29 de junio de 1547; por estas fechas, Guidobaldo se encontraba al servicio de la República de Venecia.

### Matrimonio e hijos
El 30 de enero de 1548, se celebró la boda oficial entre Victoria y Guidobaldo en Urbino. De su primer matrimonio, el duque tenía una hija, Virginia. Victoria tuvo nueve hijos, de los cuales solo tres sobrevivieron a la infancia:
- Francisco María (10 de febrero de 1549-23 de abril de 1631): en 1623 sucedió a su padre como duque de Urbino con el nombre de Francisco Maria II; desposó en primeras nupcias en 1570 a Lucrecia de Este y luego en 1599 a Livia della Rovere. Fue el último duque de Urbino; tras su muerte sin herederos varones, el ducado se fusionó con los Estados Pontificios.
- Giovanni Pietro (1551-1554).
- Eleonora (1552-1553).
- Costanza (nació y murió en 1553).
- Isabella (1554-6 de julio de 1619): desposó en 1565 a Niccolò Bernardino Sanseverino, príncipe de Bisignano.
- Alessandro (nació y murió en 1556).
- Federico (1557-1560).
- Lavinia Feltria (16 de enero de 1558-7 de junio de 1632): desposó en 1583 a Alfonso Felice II d'Ávalos, marqués del Vasto.
- Vittoria (1561-1566).

Además de sus hijos, Victoria crio a sus sobrinas Clelia (hija ilegítima de su hermano, el cardenal Alejandro) y Lavinia (hija ilegítima de su otro hermano, Octavio Farnesio, duque de Parma). También se encargó de la crianza y educación de Ippolito y Giuliano, los hijos ilegítimos de su cuñado, el cardenal Giulio della Rovere.

### Duquesa de Urbino
Poco después de la boda, Victoria recibió de parte de su marido el castillo de Gradara, el cual sería su propiedad personal hasta la muerte de Guidobaldo II en 1574. En 1552, ella intentó reformar la carta municipal entregada a la ciudad en 1363 por la Casa de Malatesta, los dueños anteriores de Gradara. Según fuentes contemporáneas, la duquesa estaba al tanto de todos los asuntos en las tierras de su marido y utilizó esto a favor de su abuelo, el Papa, para fortalecer la posición del ducado de Urbino. Actuó como mediadora en las disputas entre los miembros de su familia. En 1569, Victoria logró convencer a su cuñado, el cardenal Giulio della Rovere, para que le cediera el ducado de Sora a su sobrino, Francisco María, el hijo de Victoria. En 1579, Francisco María le vendió el ducado a la familia Boncompagni para pagar una parte de las deudas que heredó de su padre fallecido.
Las opiniones en asuntos religiosos de la duquesa diferían un poco de las opiniones actuales de la iglesia; Victoria le daba mucha importancia a los libros sagrados y creía que el matrimonio era más importante que el celibato. En la política extranjera, Victoria apoyaba al imperialismo y era una fuerte partidaria de la Casa de Habsburgo. Logró gobernar Gradara parcialmente y recibió un número de impuestos. Durante su gobierno, la seda comenzó a ser producida en el ducado. En 1562, pudo negociar con los rebeldes en Gubbio, pero su intento de negociar con los rebeldes en Urbino en 1572–1573 fracasó. Al final, la revuelta fue brutalmente suprimida por su marido.
Como viuda, Victoria vivió por un tiempo en la corte de su hijo. Pero debido a los desacuerdos que surgieron entre ellos, en julio de 1582 se mudó a Parma, donde apoyó a su sobrina, Margarita Farnesio, tras el fracaso de su matrimonio con Vicente Gonzaga, príncipe heredero de Mantua. Al año siguiente, Victoria regresó a Urbino para arreglar el matrimonio de su hija menor, Lavinia Feltria, dándole una dote de 80.000 scudi. El conflicto con su hijo se intensificó, y la duquesa viuda abandonó Urbino otra vez en junio de 1584, regresando solo en marzo de 1588. Victoria sufrió por el matrimonio fracasado de su hijo: su nuera, Lucrecia de Este, era quince años mayor que Francisco María y era infértil; en agosto de 1578, la Santa Sede permitió que la pareja viviera separada, pero su matrimonio no fue anulado. Lucrecia regresó a Ferrara pero continuó siendo duquesa de Urbino hasta su muerte en 1598, cuando Francisco María pudo finalmente volver a casarse —la novia era la segunda prima del duque, Livia della Rovere, de 14 años, elegida por Victoria. El duque no fue feliz en este segundo matrimonio, pero logró tener el ansiado hijo varón, Federico Ubaldo della Rovere, nacido en 1605, tres años después de la muerte de Victoria.
Isabella, la hija mayor y la favorita de la duquesa viuda, también tuvo problemas maritales. Según se dice, era fea y deforme, y padeció el abuso de su marido el príncipe de Bisignano, a menudo refugiándose con su madre. La relación de Victoria con su otra hija, Lavinia Feltria, también se tensó. La duquesa viuda contó con el apoyo de su hermano, el cardenal Alejandro, y de sus sobrinas Clelia y Lavinia, a quienes había criado.
Victoria pasó sus últimos años de vida en Pésaro. Poco antes de su muerte, su salud se encontraba completamente deteriorada, dejando de interferir en el gobierno de su hijo y logrando así que la relación entre ellos se compusiera. Victoria falleció en Pésaro el 13 de diciembre de 1602, a los 83 años, y fue enterrada en el Convento de las Hermanas del Corpus Christi en Pésaro.

## En la cultura
Muchas obras poéticas han sido dedicados a Victoria Farnesio. Laura Battiferri le dedicó Los Siete Salmos Penitenciales. El humanista Antonio Brucioli, que fue perseguido por la Inquisición, le dedicó varios poemas espirituales a la duquesa. Se conocen tres retratos de Victoria: uno pintado por un autor desconocido del círculo de Tiziano y que actualmente se encuentra en el Museo de Bellas Artes en Budapest, otro pintado por Giacomo Vighi (actualmente en una colección europea privada) y el otro es una copia de este último pintado por Camilla Guerierri, que se encuentra en el Museo Cívico de Palazzo Mosca en Pésaro.